# BOON!
『BOON!』（ブーン）は、1999年10月7日から2002年9月26日まで日本テレビ系列局で放送された日本テレビ製作のモータースポーツ情報番組。本田技研工業（ホンダ）の一社提供。

## 概要
同じくホンダの一社提供で放送されていた『U・S改』の後継番組である。ただし、出演者は完全に入れ替わっており、この番組からは20th Centuryの長野博とスポーツキャスターの川平慈英がナビゲーターを務めるようになった。
放送内容については前番組で行われていたものをおおむね引き継いでおり、この番組もモータースポーツに関する情報を中心に紹介していた。特にCART（後のチャンプカー・ワールド・シリーズ）とワールドグランプリを重点的に特集する傾向にあった。また、高橋レーシングのスタントチームをゲストに招いてのカースタント実践企画や、ゲストタレントとラジコンカーで勝負をする企画、出演者の眞鍋かをりがアメリカ・カリフォルニア州でスカイダイビングに挑戦する企画なども実施していた。車両手配上の都合からホンダ車以外の他社の車両を使用する際には、車両の前部・後部に番組タイトルロゴ付きの板を被せていた。
またお笑い芸人がレギュラーを目指して海外で行われるMotoGPやCARTのレース場に行き現地からレポートし、バナナマン・U-turn・ファンキーモンキークリニック・BOOMERなどが出演。視聴者投票とMCによりファンキーモンキークリニックが選ばれるが、選ばれた日が最終回というオチだった。(ファンキーモンキークリニックのしょうへいは後継番組のMOBIでレギュラーコーナーを持つなど度々出演していた)
番組の終了後、同枠では引き続き長野をメインに起用した後継番組『MOBI』がスタートした。

## 放送時間
いずれもJST。
- 木曜 24:12 - 24:47 （1999年10月 - 2000年9月）
- 木曜 24:12 - 24:45 （2000年10月 - 2002年3月）
- 木曜 24:25 - 24:55 （2002年4月 - 2002年9月）

## 出演者
- 長野博（V6）
- 川平慈英
- 眞鍋かをり

## エンディングテーマ
- Running to the top （20th Century）
- Over Drive （Hiroshi Nagano, Go Morita）
- BLOW UP THE DARK （V6）